# 稲葉繭子
稲葉 繭子（いなば まゆこ、1968年6月8日 - ）は、青森県五所川原市出身のアナウンサー、テレビディレクター。青森テレビ（ATV）在籍。
青森県立五所川原高等学校→明治学院大学を卒業後、1991年4月にATVへ嘱託契約で入社（1993年4月に正式入社する）。ATV入社後はアナウンサーとして情報番組の司会者などとして活躍。その後、2004年4月頃に制作部へ異動、ディレクターに転身。2006年から2010年まで英語教養番組「いいでば!英語塾」を手掛けていた。
趣味・特技：映画観賞・フラワーアレンジメント（講師としての資格も取得している）・ピアノ・旅行

## 出演番組
- おしゃべりハウス…月曜日 - 木曜日担当（ - 2001年9月）→金曜日担当（2001年10月 - 2004年3月）。降板後の2007年6月にも「いいでば…」のDVDソフト発売告知で出演したことがある。
- 県民のひろば
- こちら長島1丁目
- この人に

## 制作番組
- いいでば!英語塾 - 2006年8月 - 2010年3月。受賞：北日本制作者フォーラム「ミニ番組部門」優秀賞（2006年10月、放送文化基金）